# Goran Milović
Goran Milović (Spalato, 29 gennaio 1989) è un allenatore di calcio ed ex calciatore croato, di ruolo difensore.

## Caratteristiche tecniche
Difensore centrale, può adattarsi a ricoprire il ruolo di terzino destro.

## Carriera

### Giocatore

#### Club
Il 12 ottobre 2021 da svincolato si accasa tra le file dell'Olimpia Lubiana.

#### Nazionale
Il 17 novembre 2015 fa il suo debutto con la casacca della Croazia, subentra a Nikola Kalinić nell'amichevole vinta contro la Russia (1-3).

### Allenatore
Il 12 aprile 2024 entra a far parte dello staff di Jure Ivanković come allenatore in seconda dell'Hajduk Spalato fino al termine della stagione.

## Statistiche

### Presenze e reti nei club
Statistiche aggiornate al 14 gennaio 2018.
| Stagione              | Squadra               | Campionato            | Campionato | Campionato | Coppe nazionali | Coppe nazionali | Coppe nazionali | Coppe continentali | Coppe continentali | Coppe continentali | Altre coppe | Altre coppe | Altre coppe | Totale | Totale |
| Stagione              | Squadra               | Comp                  | Pres       | Reti       | Comp            | Pres            | Reti            | Comp               | Pres               | Reti               | Comp        | Pres        | Reti        | Pres   | Reti   |
| --------------------- | --------------------- | --------------------- | ---------- | ---------- | --------------- | --------------- | --------------- | ------------------ | ------------------ | ------------------ | ----------- | ----------- | ----------- | ------ | ------ |
| 2008-2009             | RNK Spalato           | 3.HNL                 | 32         | 4          | -               | -               | -               | -                  | -                  | -                  | -           | -           | -           | 32     | 4      |
| 2009-2010             | RNK Spalato           | 2.HNL                 | 24         | 3          | CC              | 0               | 0               | -                  | -                  | -                  | -           | -           | -           | 24     | 3      |
| 2010-2011             | RNK Spalato           | 1.HNL                 | 20         | 1          | CC              | 0               | 0               | -                  | -                  | -                  | -           | -           | -           | 20     | 1      |
| 2011-gen. 2012        | RNK Spalato           | 1.HNL                 | 4          | 0          | CC              | 0               | 0               | UEL                | 3                  | 1                  | -           | -           | -           | 7      | 1      |
| Totale RNK Spalato    | Totale RNK Spalato    | Totale RNK Spalato    | 80         | 8          |                 | -               | -               |                    | 3                  | 1                  |             | -           | -           | 83     | 9      |
| gen.-giu. 2012        | Hajduk Spalato        | 1.HNL                 | 10         | 0          | CC              | 0               | 0               | UEL                | 0                  | 0                  | -           | -           | -           | 10     | 0      |
| 2012-2013             | Hajduk Spalato        | 1.HNL                 | 23         | 0          | CC              | 6               | 1               | UEL                | 3                  | 0                  | -           | -           | -           | 32     | 1      |
| 2013-2014             | Hajduk Spalato        | 1.HNL                 | 34         | 2          | CC              | 3               | 0               | UEL                | 3                  | 0                  | SC          | 1           | 0           | 41     | 2      |
| 2014-2015             | Hajduk Spalato        | 1.HNL                 | 28         | 1          | CC              | 6               | 0               | UEL                | 5                  | 0                  | -           | -           | -           | 39     | 1      |
| 2015-2016             | Hajduk Spalato        | 1.HNL                 | 20         | 1          | CC              | 1               | 0               | UEL                | 8                  | 1                  | -           | -           | -           | 29     | 2      |
| Totale Hajduk Spalato | Totale Hajduk Spalato | Totale Hajduk Spalato | 115        | 4          |                 | 16              | 1               |                    | 19                 | 1                  |             | 1           | 0           | 151    | 6      |
| 2016                  | Chongqing Lifan       | CSL                   | 21         | 0          | CdC             | 0               | 0               | -                  | -                  | -                  | -           | -           | -           | 21     | 0      |
| 2017                  | Chongqing Lifan       | CSL                   | 13         | 1          | CdC             | 0               | 0               | -                  | -                  | -                  | -           | -           | -           | 13     | 1      |
| Totale carriera       | Totale carriera       | Totale carriera       | 196        | 12         |                 | 16              | 1               |                    | 22                 | 2                  |             | 1           | 0           | 235    | 15     |

### Cronologia delle presenze e reti in nazionale
| Cronologia completa delle presenze e delle reti in nazionale ― Croazia | Cronologia completa delle presenze e delle reti in nazionale ― Croazia | Cronologia completa delle presenze e delle reti in nazionale ― Croazia | Cronologia completa delle presenze e delle reti in nazionale ― Croazia | Cronologia completa delle presenze e delle reti in nazionale ― Croazia | Cronologia completa delle presenze e delle reti in nazionale ― Croazia | Cronologia completa delle presenze e delle reti in nazionale ― Croazia | Cronologia completa delle presenze e delle reti in nazionale ― Croazia |
| Data                                                                   | Città                                                                  | In casa                                                                | Risultato                                                              | Ospiti                                                                 | Competizione                                                           | Reti                                                                   | Note                                                                   |
| ---------------------------------------------------------------------- | ---------------------------------------------------------------------- | ---------------------------------------------------------------------- | ---------------------------------------------------------------------- | ---------------------------------------------------------------------- | ---------------------------------------------------------------------- | ---------------------------------------------------------------------- | ---------------------------------------------------------------------- |
| 17-11-2015                                                             | Rostov sul Don                                                         | Russia                                                                 | 1 – 3                                                                  | Croazia                                                                | Amichevole                                                             | -                                                                      | 74’                                                                    |
| Totale                                                                 |                                                                        | Presenze                                                               | 1                                                                      |                                                                        | Reti                                                                   | 0                                                                      |                                                                        |

## Palmarès

### Club

#### Competizioni nazionali
- Treća hrvatska nogometna liga: 1

RNK Spalato: 2008-2009
- Druga hrvatska nogometna liga: 1

RNK Spalato: 2009-2010
- Coppa di Croazia: 1

Hajduk Spalato: 2012-2013